# Utricularia kimberleyensis
Utricularia kimberleyensis — вид рослин із родини пухирникових (Lentibulariaceae).

## Біоморфологічна характеристика
Наземна однорічна чи багаторічна трав'яниста рослина заввишки 5–22 см. Квітки пурпурно-фіолетові з березня по серпень

## Середовище проживання
Цей вид є ендеміком регіону Кімберлі (Західна Австралія) та північно-західної Північної території Австралії, включаючи острови Тіві.
Цей вид зустрічається у вологих западинах у лісистих районах, на околицях гільгай (сезонні западини в природних хвилястих ландшафтах і іноді в порушених районах, таких як піщані шахти, що ростуть у воді над піском).

## Використання
Цей вид культивується невеликою кількістю ентузіастів роду, комерційна торгівля незначна.